# Безелянский, Юрий Николаевич
Ю́рий Никола́евич Безеля́нский (род. 2 марта 1932, Москва) — советский и российский публицист, писатель, культуролог и журналист. Супруга — Анна Львовна Безелянская.

## Биография
Родился 2 марта 1932 года в Москве.
Окончил Московский институт народного хозяйства имени Г. В. Плеханова. Три года работал бухгалтером. Сотрудничал с многотиражной газетой «Советский студент», затем писал статьи на производственные темы в экономическом журнале. В течение 15 лет работал на радио (Иновещание) обозревателем и редактором в отделе вещания на страны Латинской Америки.
Ведёт исторические рубрики в газетах и журналах, среди которых — «Вечерняя Москва», «Наука и жизнь», «Огонёк», «Работница»; авторскую программу «Академия любви» на канале «Дарьял ТВ».

## Творчество
В течение многих лет собирал и систематизировал культурологическую и историческую информацию, которая в последующем послужила основой большинства сочинений. В течение шести лет публиковал в журнале «Наука и жизнь» литературно-исторический календарь. С 1993 г. выпускает книги на историческую тематику, энциклопедического характера, биографии.

### Избранные сочинения
- Безелянский Ю. Н. В садах любви : Хроника встреч и разлук. — М.: Вагриус, 2002. — 607 с. — 5000 экз. — ISBN 5-264-00735-7.
- Безелянский Ю. Н. Вера, Надежда, Любовь… : Жен. портр. — М.: Радуга, 1998. — 479 с. — 3000 экз. — ISBN 5-05-004586-X.
  - Вера, Надежда, Любовь… : Жен. портр. [25 знаменитых женщин послед. двух столетий]. — М.: Радуга, 2001. — 479 с. — 5000 экз. — ISBN 5-05-004586-X.
- Безелянский Ю. Н. 99 имен Серебряного века : [энциклопедия]. — М.: Эксмо, 2007. — 638 с. — 4000 экз. — ISBN 978-5-699-22617-7.
- Безелянский Ю. Н. За кулисами шедевров, или Приключения «Венецианской дамы». — М.: Радуга, 2005. — 330 с. — (Сквозь призму времени; Содерж.: О Яне Вермере; Михаиле Врубеле; Винсенте ван Гоге; Франциско Гойе; Эль Греко; Сальвадоре Дали; Поле Дельво; Джордже Доу; Василии Кандинском, Гюставе Курбе и др.). — 3000 экз. — ISBN 5-05-006124-5.
- Безелянский Ю. Н. Знаменитые писатели Запада : 55 портретов. — М.: Эксмо, 2008. — 685 с. — 4000 экз. — ISBN 978-5-699-29184-7.
- Безелянский Ю. Н. Золотые перья : литературные судьбы. — М.: Совпадение, 2008. — 383 с. — ISBN 978-5-903060-63-4.
- Безелянский Ю. Н. Кинозвезды. Плата за успех. — М.: Эксмо, 2009. — 415 с. — 4000 экз. — ISBN 978-5-699-36301-8.
- Безелянский Ю. Н. КиноStory : взлеты и падения звезд. — М.: Octopus, 2006. — 220 с. — 4000 экз. — ISBN 5-94887-037-5.
- Безелянский Ю. Н. Клуб 1932. — М.: Радуга, 2000. — 406 с. — 5000 экз. — ISBN 5-05-004895-8.
- Безелянский Ю. Н. Любовь и судьба : [Любовь в жизни и творчестве поэтов, художников, артистов]. — М.: Изд. дом «КРОН-пресс», 1996. — 518 с. — 15 000 экз. — ISBN 8-232-00252-X.
- Безелянский Ю. Н. Наедине со временем, или дневник интеллигента в очках. — М.: У Никитских ворот, 2012. — 491 с. — 100 экз. — ISBN 978-5-91366-451-8.
- Безелянский Ю. Н. Налог на любовь : Звезды. Кумиры. Идолы. — М.: Современник, 1999. — 287 с. — 5000 экз. — ISBN 5-270-01295-2.
- Безелянский Ю. Н. Огненный век. Российская панорама XX века. — М.: Пашков дом, 2001. — 717 с. — 2000 экз. — ISBN 5-7510-0212-1.
- Безелянский Ю. Н. От Рюрика до Ельцина : Календарь российской истории. — М.: Физкультура и спорт, 1993. — 352 с. — 50 000 экз. — ISBN 5-278-00565-3.
  - XX век : календарь российской истории : иллюстрированная хроника. — М.: Олма-Пресс : Красный пролетарий, 2005. — 319 с. — 2500 экз. — ISBN 5-224-04956-3.; ISBN 5-85197-264-5 (Продолж. кн.: «От Рюрика до Ельцина. Календарь российской истории».)
- Безелянский Ю. Н. Поцелуй от Версаче : Звезды. Кумиры. Идолы. — М.: Современник, 1998. — 412 с. — (Содерж.: Разделы: Идолы XX века; В стране поэзии (Бодлер и поэты серебряного века)). — 10 000 экз. — ISBN 5-270-01276-6.
- Безелянский Ю. Н. Прекрасные безумцы : лит. портр. — М.: Радуга, 2005. — 278 с. — (Сквозь призму времени; Содерж.: Ги де Мопассан, Фридрих Ницше, Жорж Санд , Франсуаза Саган, Константин Бальмонт, Иосиф Бродский, Сергей Эйзенштейн, Альфред Хичкок, Лени Рифеншталь, Федерико Феллини). — 3000 экз. — ISBN 5-05-006244-6.
- Безелянский Ю. Н. Страсти по Луне : Кн. эссе, зарисовок и фантазий. — М.: Радуга, 1999. — 367 с. — 5000 экз. — ISBN 5-05-004811-7.
- Безелянский Ю. Н. Тысяча и два поцелуя : Занимат. энцикл. — М.: Радуга, 2004. — 332 с. — 3000 экз. — ISBN 5-05-005872-4.
- Безелянский Ю. Н. Улыбка Джоконды : Кн. о художниках. — М.: Радуга, 1999. — 318 с. — (Содерж.: Худож.: Леонардо да Винчи, Франсиско Гойя, Доминик Энгр, Эжен Делакруа, Огюст Ренуар, Анри Тулуз-Лотрек, Анри Матисс, Альфонс Муха, Сальвадор Дали, Илья Репин и др.). — 5000 экз. — ISBN 5-05-004742-0.
- Безелянский Ю. Н. Хроника человечества : XX век : Россия. — М.: ОЛМА-ПРЕСС Образование, 2005. — 319 с. — (Руссика; Мировая история : школьная энциклопедия). — 12 500 экз. — ISBN 5-94849-688-0.; ISBN 5-94849-716-X.
- Безелянский Ю. Н. 69 этюдов о русских писателях. — М.: Эксмо, 2008. — 621 с. — 4000 экз. — ISBN 978-5-699-26349-3.
- Безелянский Ю. Н., Безелянская А. Московский календарь : Девять веков жизни столицы. — М.: Радуга, 2002. — 655 с. — 6600 экз. — ISBN 5-05-005194-0.
- Безелянский Ю. Н. И плеск чужой воды... Русские поэты и писатели вне России. Книга вторая. Уехавшие, оставшиеся и вернувшиеся». — М.: Litres, 2018. — ISBN 9785041055714.

## Награды и признание
- премия Союза журналистов Российской Федерации (2002) в номинации «Профессиональное мастерство».